# Serge Garant
Serge Garant   (Ciutat de Quebec, 22 de setembre de 1929 - Sherbrooke, 1 de novembre de 1986) va ser un compositor quebequès, director d'orquestra, crític de música, professor de música a la Universitat de Mont-real i presentador de ràdio de Musique de notre siècle a Ràdio-Canadà.
El 1966 va co-fundar amb Jean Papineau-Couture, Maryvonne Kendergi, Wilfrid Pelletier i Hugh Davidson la "Société de musique" contemporània del Quebec. El 1979, se'l va fer oficial de l'Orde del Canadà. El "Premi Serge-Garantva" ser creat en honor seu per la "Fondation Émile Nelligan". Entre els seus notables alumnes hi havia Ginette Bellavance, Walter Boudreau, Marcelle Deschênes, Denis Gougeon, Richard Grégoire, Anne Lauber, Michel Longtin, Myke Roy i François Tousignant.

## Vida primerenca
Serge va tenir una iniciació musical molt primerenca, a través de la cultura i l'interès per la música de la seva mare. Des de ben jove, va assistir a l'escola primària del Sagrat Cor de Jesús situada a la ciutat de Quebec, on va passar tres anys consecutius (1936-1939). Perjudicats pels esdeveniments de la crisi econòmica de 1929 a 1939, la família Garant es va traslladar successivament de Quebec a "L'Ancienne-Lorette" el 1940, i "L'Ancienne -Lorette" a Verdun el 1941, i finalment es va establir a Sherbrooke el 1941. Continuant el seu aprenentatge acadèmicament sobre aquests moviments, Serge Garant va acabar el seu novè any a l'escola "St. John Baptist Sherbrooke" el 1945. Durant els seus estudis, Garant va desenvolupar un interès particular pel clarinet, un dels diversos instruments que va arribar a dominar durant la seva vida. El 1946, Garant, que va mostrar un estil d'instruments de vent, va aprendre el saxofon per si mateix.
Explorant molts aspectes de la indústria musical, Garant va decidir dirigir-se al piano, un camí sinuós on va estar per primera vegada sota la supervisió d'un dels fundadors de l'Orquestra Simfònica de Sherbrooke, Sylvio Lacharité. Lacharité va iniciar Garant per la sumptuositat de la literatura i la seva vinculació inherent a la música, un llegat que va influir molt en els seus escrits i composicions al llarg de la seva carrera. Gaudint d'una estada a l'orquestra de l'escola Pierre Monteux a través del contacte amb Lacharité, Garant es va interessar per escriure música. El 1946, va escriure Conte (versió per a cordes, flauta i clarinet), un treball que va presentar al Festival de la Joventut de 1949. A partir de llavors, Garant, mentre seguia practicant i escrivint música per al saxo i el clarinet, va continuar els seus estudis de piano a Montreal amb Yvonne Hubert. El 1951, Després d'haver après els fonaments de la teoria de la música i explorat àmpliament l'experiència pràctica de camp com a intèrpret i mestre, Garant parteix cap a la capital francesa. A París, Serge Garant va seguir les lliçons d'Vaurabourg-Honegger i Messiaen.

## Professor
La primera experiència d'ensenyament per a Serge Garant es va remuntar probablement a l'estiu de 1951, quan va ser convidat a participar en el campament musical Knowlton. Però no va ser fins al 1967 que el degà de la Facultat de Música de la Universitat de Mont-real va convidar a Garant a impartir una classe d'anàlisi de composició del segle xx. La inauguració del famós compositor d'Anerca (1961) a la Facultat de Música és una qüestió de clabauderia per a molts, probablement perquè no té un títol de llicenciat, que mai havia ensenyat a la universitat abans i que valorava un enfocament més estructuralista de la música, la música de sèrie i la música atonal, en un entorn on no són especialment valorats. Malgrat aquest context aparentment desfavorable, a 1971, Garant va obtenir la tinença.
Com a part de la seva formació acadèmica musical, a Garant li va resultar especialment difícil la tasca d'avaluar la feina dels seus estudiants. Volia ser el més objectiu possible i no jutjar les seves composicions segons els seus propis valors, sinó en termes del que volien fer els estudiants i del que feien. Aquests comentaris són recolzats per un estudiant que va assistir a les seves classes: "Podríeu venir amb alguna idea boja, […] Llegiu en qualsevol estil, sempre que sapigueu el què voleu".
El 1986, Garant va acabar les seves tasques docents, debilitat per malalties i esgotat per ensenyar. Tot i això, Garant es va comunicar per telèfon des de l'hospital per assignar notes als seus estudiants a través d'un altre professor de música de la Universitat de Mont-real.

## Amfitrió de ràdio
Serge Garant va participar en diversos programes de ràdio com a expert, però la seva carrera com a host a CBC va començar el 1955 amb "Do-Mi-Sol", i continua per Sur nos ondes (1957-1958) i Musique de notre siècle (1969-1985). Aquest darrer programa de ràdio va ser per a ell un mitjà de difusió extraordinari que li permetia escoltar i comentar obres, entre d'altres, que pertanyien a la música en sèrie i electroacústica. A més de la seva redacció en publicacions periòdiques especialitzades i en alguns diaris, parlar en un programa de ràdio va ser per a Garant una ampliació de la seva tasca en pedagogia. Era una manera de presentar també la música moderna, un estil que defensava les dents i les ungles fins al final de la seva vida.
Segons Garant, l'obra musical de principis del segle XX havia de ser classificada com a "clàssica", en contraposició a les obres més recents dels seus contemporanis que defensava incansablement. Es va negar a conformar-se amb la facilitat i la comoditat d'una previsible música intel·lectual i viscuda.
Garant va considerar la transformació real del llenguatge musical contemporani, centrat en la instrumentació, l'orquestració i tots els mètodes electro-tecnològics disponibles per als compositors moderns. Contextualitzant els seus pensaments mitjançant comparacions amb obres de fita fàcilment identificables, fins a Bach, va oferir als seus oients referències musicals significatives.
Entre els molts estils de música moderna, Serge Garant es va identificar clarament com un compositor de "música en sèrie". Va intentar explicar al seu públic la naturalesa d'aquest nou llenguatge musical que va arrasar totes les antigues convencions de referència sonora adquirides en segles anteriors.
Va admetre la dificultat d'apropar-se a aquesta nova música, però va explorar amb passió el renovat món de la música amb nous orígens musicals. Com a professor objectiu, va descriure i analitzar alguns compositors crítics que considerava dissidents, mantenint-se en posició molt enfilada contra ells. En aquest sentit, va admetre estar desconcertat per la composició de tècniques i compositors que van crear obres amb estructures atípiques que poden semblar tancades i inaccessibles per a aquells que es neguen a aportar una contribució intel·lectual substancial per entendre aquesta música moderna.

## Distincions
- 1971 - Medalla del Consell del Canadà de la Música
- 1979 - Prix Calixa-Lavallée de la Société Saint-Jean-Baptiste de Mont - real
- 1979 - Oficial de l' Ordre del Canadà
- 1980 - Prix Jules-Léger per a música nova
- 1984 - Premi Canadà per a les arts de la música
- 1986 - Membre de la Royal Society of Canada

## Obres seleccionades
- Concerts sur terre
- Capritxos
- Nucléogame
- Trois pièces pour quatuor en cordes
- Musique pour la mort d'un poète
- Ouranos